# 马尔克达尔
马尔克达尔（荷蘭語：Maarkedal，荷蘭語發音：[ˈmaːrkədɑl]，法語發音：[maʁkədal]）是比利时弗拉芒大區东佛兰德省奧德納爾德區的一个市镇，东南与埃諾省接壤，通行荷蘭語，是弗拉芒社群的一部分，面积46.15平方千米，人口6,338人（2018年1月1日）。